# Funtoo Linux
Funtoo Linux是一个基于Gentoo Linux的Linux发行版，在2008年由Gentoo Linux项目的前任领导者Daniel Robbins启动。

## 历史
在2008年的早些时候，Gentoo的创建者Daniel Robbins提议解决Gentoo基金会的问题。但是他已经在2004年离开了这个项目，他的提议被拒绝了。
为了实现他的愿望，旨在分享创新的Funtoo项目就诞生了。

## 特点
Funtoo是一个基于源代码的Linux发行版。它的开发是在IRC和一个邮件列表上讨论进行的。 所做的更改有时会通过一个Atom源提前发布。

### 核心技术
Funtoo除了默认原生支持UTF-8之外，还包括以下特点：

#### Git
Funtoo使用Git储存Portage树。

#### Metro
Metro是一个在安装Funtoo时用于组建stage的自动化软件。

#### boot-update
boot-update为设置GNU GRUB2和GRUB Legacy引导程序提供了统一的机制。

#### 核心网络
Funtoo拥有自己的核心网络解决方案，让用户基于预先创建的配置文件来简化复杂的网络接口的创建。

### 内核
尽管Funtoo是一个基于源代码的发行版，但它也可以使用一个已构建好的Linux内核。Funtoo不再鼓励用户使用Sabayon内核，然而，利用许多Funtoo的设计和初始化进程上的的改进，对于一个指定的使用预先编译/设置好内核的发行版，用户是可以装载它的加上了initrd的内核的。Ubuntu的内核linux-3.2.0-17-generic已被测试可以在Funtoo上运作。这对那些想避免组建自定义内核的人是非常有利的。如果使用boot-update（页面存档备份，存于）的话，使用其它发行版的通用内核应该会很简单。